# Белиз на летних Олимпийских играх 1976
Белиз принимал участие в Летних Олимпийских играх 1976 года в Мельбурне (Австралия) в третий раз за свою историю, но не завоевал ни одной медали. Сборная страны состояла из 4 спортсменов (все — мужчины) в двух видах спорта (лёгкая атлетика и стрельба).

## Результаты соревнований

### Лёгкая атлетика
Спортсменов — 2
Мужчины
| Соревнование | Спортсмены   | Отборочный раунд | Отборочный раунд | Четвертьфиналы       | Четвертьфиналы       | Полуфиналы           | Полуфиналы           | Финал                | Финал                |
| Соревнование | Спортсмены   | Результат        | Место            | Результат            | Место                | Результат            | Место                | Результат            | Место                |
| ------------ | ------------ | ---------------- | ---------------- | -------------------- | -------------------- | -------------------- | -------------------- | -------------------- | -------------------- |
| 100 метров   | Колин Тёртон | 11,03            | 53               | Завершил выступление | Завершил выступление | Завершил выступление | Завершил выступление | Завершил выступление | Завершил выступление |
| 400 метров   | Эррол Тёртон | 48,91            | 39               | Завершил выступление | Завершил выступление | Завершил выступление | Завершил выступление | Завершил выступление | Завершил выступление |

### Стрельба
Спортсменов — 2
| Соревнование             | Спортсмены   | Финал     | Финал |
| Соревнование             | Спортсмены   | Результат | Место |
| ------------------------ | ------------ | --------- | ----- |
| Винтовка лёжа, 50 метров | Оуэн Филлипс | 544       | 78    |
| Пистолет, 50 метров      | Джон Вайт    | 419       | 47    |